# Ірнерій
Ірнерій (приблизні роки життя 1055–1125) — італійський юрист, професор римського права, засновник Болонського університету (1088) та школи глосаторів (в цьому ж університеті).
Про життя Ірнерія збереглося дуже мало відомостей. Народився він в Болоньї близько 1055 р. Викладав риторику і діалектику в юридичній школі рідного міста. Був радником маркграфині Матильди Тосканської, а також радником при дворах імператорів Генріха V та Лотаря ІІІ.
Самостійно вивчав римське право, обравши як посібник для його опанування Corpus Juris Civilis. Через певний час наполегливих студій Юстиніанового зводу законів Ірнерій заявив про себе як про чудового знавця римського права.
За ініціативою Матильди Тосканської 1088 р. Ірнерій розпочав читання публічних лекцій з римського права в Болоньї, що, згідно з історичною традицією, поклало початок існуванню Болонського університету.
Викладання римського права за методом Ірнерія полягало в читанні та коментуванні джерел. Коментування виливається в тлумачення, які диктуються професорами слухачам і записуються останніми. Тлумачення ці називаються глосами, через що і сама школа називається школою глосаторів. Метод глосування зовсім не є винаходом Болонської школи; він історично тягнеться ще від римських юристів класичного періоду і широко використовувався в сучасних болонських юридичних школах Равенни і Павії. Значення (новаторство) Болонської школи полягає не в методі глосування, а в тому матеріалі, який глосувався (Corpus Juris Юстиніана та особливо Дигести, які до Болоньї вивчалися слабо) і в тому глибокому знанні, яке при цьому виявлялось.
Ірнерій залишив по собі декілька праць, зокрема Quaestiones de iuris subtilitatibus та Summa Codicis (авторський коментар до Corpus Juris Civilis).